# Guerra civile siriana
La guerra civile siriana (in arabo الحرب الأهلية السورية‎?, al-Ḥarb al-ahliyya al-sūriyya) o rivoluzione siriana (in arabo الثورة السورية‎?, al-thawra al-sūriyya) ha avuto inizio nel 2011 in Siria, vedendo contrapposti vari schieramenti. Il conflitto si evolvette da una serie di rivolte popolari scoppiate nell'ambito della primavera araba, il cui obiettivo era la caduta del regime autoritario del presidente Bashar al-Asad, figlio di Hafiz al-Asad.
La reazione violenta del regime portò l'opposizione ad armarsi e a costituire l'Esercito siriano libero. Progressivamente sorsero in seno all'opposizione numerose altre organizzazioni e milizie armate, la gran parte delle quali di matrice islamista. In sostegno al regime di Damasco intervennero la Russia, l'Iran e Hezbollah, mentre l'opposizione venne sostenuta principalmente dalla Turchia e dal Qatar. In contemporanea le regioni a maggioranza curda vennero inglobate nell'Amministrazione Autonoma della Siria del Nord-Est. Il vuoto di potere generato dal conflitto portò lo Stato Islamico a prendere il controllo di gran parte della Siria centrale e orientale tra il 2013 e il 2015.
Le forze governative, sostenute dai propri alleati, ripristinarono il controllo sulla maggior parte del paese con una serie di offensive tra il 2016 e il 2020. Il conflitto si congelò quindi tra il 2020 e il 2024: il regime di Damasco mantenne il controllo della maggior parte del Paese, l'Amministrazione Autonoma della Siria del Nord-Est si asserragliò nelle regioni nord-orientali, mentre sacche dell'opposizione resistettero principalmente nel nord-ovest del Paese. Con una serie di rapide offensive nel 2024 le forze dell'opposizione riuscirono a sconfiggere il regime di al-Asad e a stabilire un governo di transizione.
La gran parte degli attori coinvolti nel conflitto sono stati accusati di crimini e violazioni dei diritti umani da parte delle principali organizzazioni internazionali. Il conflitto ha avuto effetti disastrosi sul Paese: la gran parte delle infrastrutture del paese vennero danneggiate e le sanzioni internazionali isolarono il Paese; la maggior parte della popolazione siriana rimase sfollata e un quarto dei siriani abbandonarono il Paese come rifugiati per stabilirsi prevalentemente in Turchia, Libano, Giordania ed Europa. Il conflitto assunse spesso caratteristiche settarie: l'opposizione fu infatti dominata principalmente dalla componente sunnita, mentre gli alauiti e le altre minoranze religiose sostennero principalmente il regime.

## Panoramica e radici storiche del conflitto

### Il regime di al-Assad
Il partito Ba'th, di ispirazione laica e tradizionalmente legato al socialismo arabo e al nazionalismo arabo, fin dalla sua fondazione negli anni 1940 evidenziò la sua caratteristica interconfessionale essendo i suoi tre ideatori un cristiano, un alawita e un sunnita. Il Ba'th in Siria assunse un ruolo di primo piano a seguito del disfacimento della Repubblica Araba Unita (RAU) nel 1961 e il successivo caos politico: una serie di colpi di stato militari, durante i quali, nel 1962, venne introdotto lo stato di emergenza che di fatto sospendeva la maggior parte dei diritti costituzionali dei cittadini, definì la nuova classe dirigente siriana. L'8 marzo 1963 un nuovo colpo di Stato portò al governo il partito attraverso un "Comando Rivoluzionario del Consiglio Nazionale", composto di ufficiali dell'esercito e funzionari civili. Hafiz al-Assad ebbe l'opportunità di esercitare una grossa pressione sul governo nel 1966, quando un nuovo golpe permise al Partito Baʿth di eliminare tutti gli altri partiti politici e a Hafiz di diventare ministro della difesa.
A seguito dell'indebolimento del governo dopo la guerra dei sei giorni con Israele e dei dissidi interni al partito, il 13 novembre 1970 Ḥāfiẓ al-Assad conquistò la guida del partito e la presidenza della repubblica. La Siria visse un periodo di stabilità con un sistema di governo monopartitico e repressivo; Assad, in maniera simile agli altri leader arabi, sviluppò anche un forte culto della personalità. La stabilità della nazione, garantita anche dall'appoggio dell'Unione Sovietica, permise importanti riforme infrastrutturali, mentre la laicità garantita dal partito garantì una forte tutela alle numerose minoranze religiose presenti in Siria; la minoranza alawita di cui Assad faceva parte ricevette però i vantaggi maggiori, garantendosi i posti più importanti nell'amministrazione pubblica e nei gradi delle forze armate. Nel 1982 Ḥāfiẓ al-Assad dovette affrontare una grave insurrezione di matrice islamica, guidata dalla locale branca dei Fratelli Musulmani che portò all'assedio della città di Hama e alla dura repressione degli insorti per mezzo dell'esercito e dell'aviazione: la stima dei morti varia, da una cifra minima del New York Times di almeno 10 000 cittadini siriani uccisi, ai 40 000 stimati dal Comitato siriano per i diritti umani, di cui 1000 soldati.
Gli anni 1990 portarono a un avvicinamento della Siria all'Occidente, a seguito del sostegno all'operazione Desert Storm contro l'Iraq di Saddam Hussein e al tentativo di siglare un accordo di pace con Israele. Nel 1999, alla notizia da parte di Assad della designazione come successore alla presidenza del figlio Baššār al-Assad, scoppiarono delle violente proteste a Lattakia tra la polizia e i seguaci di Rifa'at al-Assad, fratello di Ḥāfiẓ che sperava di succedergli alla presidenza. Ḥāfiẓ al-Asad, gravemente malato di cuore, morì un anno dopo, il 10 giugno 2000, e come programmato gli succedette Baššār al-Assad, anche grazie a un rapido emendamento costituzionale che permise di abbassare da 40 a 34 anni l'età minima per essere eletti presidente. Baššār fu eletto con il 99,7% dei voti.
Il nuovo presidente si trovò ad affrontare tra le prime questioni politiche quella dell'indipendentismo curdo: nel 2004 scoppiarono una serie di rivolte nel nord della Siria, la più grave delle quali nella cittadina di Kamichlié, quando durante una partita di calcio alcune persone cominciano a sventolare bandiere curde; la violenta reazione della polizia causò almeno 30 morti e la protesta dilagò in molti altri centri sfociando in scontri anche con la comunità araba. Baššār non modificò la rigida struttura di controllo della popolazione, la censura della stampa libera e continuò a non permettere la formazione di partiti politici di opposizione. Inoltre si incrinarono i rapporti con l'Occidente a seguito dell'appoggio a Saddam Hussein durante la guerra in Iraq del 2003, dell'appoggio a movimenti considerati organizzazioni terroristiche secondo l'Unione europea come Hezbollah e Hamas e del coinvolgimento nell'assassinio dell'ex-primo ministro libanese Rafiq Hariri.

### Demografia
La popolazione totale a luglio 2018 è stata stimata in 19 454 263 persone; gli arabi sono circa il 75%, i curdi il 10% mentre le altre etnie, tra cui circassi, assiri, turcomanni e armeni, rappresentano il restante 15%. Per quanto riguarda le religioni, i musulmani sono circa l'87% (in prevalenza sunniti che rappresentano il 74% della popolazione mentre alauiti, ismailiti e sciiti in complesso rappresentano circa il 15%), i cristiani il 10% (principalmente legati alle chiese cristiane orientali, tale percentuale è diminuita a causa dell'esodo dei cristiani dal Paese durante la guerra), i drusi il 3% e c'è anche una piccola presenza di ebrei (i pochi che sono rimasti risiedono prevalentemente nei grandi centri urbani ovvero a Damasco e ad Aleppo).

### Contesto socioeconomico
La Siria per lungo tempo ha avuto un'economia pianificata, modellata su quella sovietica e caratterizzata da piani quinquennali, in aperto contrasto con le economie di mercato occidentali.
La disuguaglianza socioeconomica è aumentata in modo significativo dopo che Hafiz al-Asad avviò le politiche di libero mercato nei suoi ultimi anni di governo. Tale aumento delle disuguaglianze è proseguito anche dopo che Bashar al-Assad è salito al potere. Con un'enfasi sul settore terziario, le politiche economiche hanno favorito una minoranza della popolazione della nazione, principalmente persone che avevano legami con il governo e membri della classe mercantile sunnita di Damasco e Aleppo. Nel 2010, il PIL pro capite nominale della Siria era solo di 2 834 dollari, paragonabile a quello dei Paesi dell'Africa sub-sahariana e di gran lunga inferiore a quello degli stati confinanti, con un tasso di crescita annuale del 3,39%, inferiore alla maggior parte degli altri Paesi in via di sviluppo.
In Siria il tasso di disoccupazione e quello di disoccupazione giovanile negli anni precedenti alla guerra erano rispettivamente del 26% e del 77%, quindi significativamente più elevati rispetto a quelli delle altre nazioni confinanti. All'inizio della guerra, il malcontento nei confronti del governo era più forte nelle aree povere della Siria, prevalentemente tra i sunniti conservatori. Questi includevano città con alti tassi di povertà, come Dar'a e Homs, e i quartieri più poveri delle grandi città.

### Siccità e conseguente carestia
La siccità più intensa mai registrata in Siria è durata dal 2006 al 2011 e ha provocato una diffusa diminuzione della produzione agricola, di conseguenza si è verificato un aumento dei prezzi dei prodotti alimentari e una migrazione di massa delle famiglie di agricoltori verso i centri urbani per fuggire dalla carestia. Le città destinazione della migrazione erano già gravate dall'afflusso di circa 1,5 milioni di rifugiati dalla guerra in Iraq. La siccità viene collegata al riscaldamento globale antropogenico. Un'adeguata fornitura d'acqua continua a essere un problema importante per larghe aree del Paese ed è spesso l'obiettivo delle azioni militari.

### Diritti umani
La situazione dei diritti umani in Siria è stata a lungo oggetto di aspre critiche da parte delle organizzazioni globali. I diritti di libera espressione, associazione e assemblea erano rigorosamente controllati in Siria anche prima della rivolta. Il Paese era in stato di emergenza dal 1963 al 2011 ed erano bandite le riunioni pubbliche di oltre cinque persone. Le forze di sicurezza avevano ampi poteri di arresto e detenzione. Nonostante le speranze di un cambiamento democratico e gli accesi dibattiti della primavera di Damasco del 2000, durante il periodo di pace del governo di Bashar al-Assad, secondo un rapporto dell'Human Rights Watch pubblicato poco prima dell'inizio della rivolta del 2011, non sarebbero avvenuti sostanziali miglioramenti nello stato dei diritti umani in Siria.

## Cronologia della guerra

### Antefatti
In seguito alle proteste in Tunisia, in Egitto e l'avvio della ribellione in Libia, a marzo 2011 scoppiano le proteste contro il presidente siriano Bashar al-Assad, capo del regime del partito Ba'th, nella città meridionale di Dar'a. Le proteste presero avvio dopo l'arresto e la tortura di alcuni adolescenti che avevano realizzato graffiti contro il governo.
Nell'estate 2011, centinaia di migliaia di siriani hanno chiesto per le strade le dimissioni di Assad, riforme politiche e la fine della brutalità poliziesca.

### Inizio della guerra civile
Nella seconda metà del 2011 nella nazione si formano sempre più gruppi di opposizione armata e iniziano le defezioni di numerosi soldati regolari siriani che si uniscono ai ribelli raggruppandosi nell'Esercito siriano libero (ESL). Il Paese entra in guerra civile, le repressioni e i bombardamenti delle forze governative siriane si moltiplicano e all'inizio del 2012 i combattimenti raggiungono la capitale Damasco oltre che la seconda città maggiore del Paese, Aleppo.
I ribelli rinfoltiscono progressivamente le loro file arruolando anche molti miliziani stranieri e numerosi gruppi ottengono armi e finanziamenti da parte di altri Paesi tra cui l'Arabia Saudita e il Qatar che estendono il loro supporto anche a gruppi islamisti più radicali.
Nel settembre del 2013, a seguito di un attacco chimico nell'area ribelle di Ghūṭa e delle conseguenti accuse nei confronti del governo di avere utilizzato armi chimiche, la crisi siriana diventa internazionale accentuando le divergenze tra i sostenitori delle diverse fazioni. All'interno del Consiglio di sicurezza delle Nazioni Unite, Russia e Cina sostengono il governo mentre Stati Uniti, Francia e Regno Unito minacciano di intervenire militarmente contro di esso.
L'ipotesi di un allargamento incontrollato del conflitto su scala regionale e mondiale fa sì che si attivi una massiccia attività diplomatica che consente di raggiungere un accordo che elimina la possibilità di intervento armato occidentale in cambio della distruzione dell'arsenale chimico siriano, del libero accesso ai depositi di armi chimiche da parte dei funzionari ONU e dell'adesione del governo siriano alla convenzione sulle armi chimiche. Il 27 settembre viene votata all'unanimità all'ONU la Risoluzione 2118 che prevede la distruzione dell'arsenale chimico siriano.

### Entrata in scena del jihadismo
Man mano che il conflitto si espande, le forze fondamentaliste sunnite aumentano progressivamente la loro influenza ed entrano in conflitto aperto con le forze secolari dell'ESL le quali perdono progressivamente terreno su numerosi fronti. I gruppi armati jihadisti che insorgono sono inizialmente raggruppati nel Fronte al-Nusra, affiliato di Al Qaida in Siria, il quale ottiene i maggiori successi nel governatorato di Idlib e da cui nel 2013 si distaccano diverse unità che confluiscono nell'organizzazione dello Stato Islamico (ISIS) che, usando a suo favore il malcontento della minoranza sunnita irachena, lancia una massiccia offensiva in Iraq nel giugno 2014. L'ISIS a giugno del 2014 proclama la nascita del califfato nella vastissima area controllata a ridosso della frontiera tra Iraq e Siria.
Composto da migliaia di stranieri, per la gran parte miliziani volontari reclutati in molti casi mediante la propria intensa campagna di propaganda informatica, l'ISIS combatte contro tutte le altre parti: le forze governative, i ribelli, il Fronte al-Nusra e le Unità di Protezione Popolare curde, anch'esse ostili ad Assad ma nel contempo osteggiate fortemente dalla Turchia, principale sostenitrice di numerose altre formazioni di opposizione.

### Interventi militari internazionali
A settembre del 2014 una coalizione internazionale guidata dagli Stati Uniti d'America, Giordania, Bahrein, Qatar, Arabia Saudita e Emirati Arabi Uniti, ha iniziato a bombardare l'ISIS, soprattutto in Iraq e in supporto delle forze curde YPG che erano assediate nella città di Kobanê e nel nord-est del Paese. Francia e Russia lanciano invece i primi attacchi a settembre 2015 mentre il Regno Unito a dicembre.
La Russia inoltre dall'ottobre 2015 avvia una intensa campagna aerea contro i gruppi ribelli consentendo al regime di Assad, che pochi mesi prima era sull'orlo del collasso, di riacquistare terreno in aree chiave quali la città di Aleppo nella quale, dopo una cruenta battaglia, i ribelli capitolano a fine 2016.

### Le offensive governative e il coinvolgimento della Turchia
L'intervento della Russia, insieme a quelli dell'Iran, del gruppo sciita libanese Hezbollah e di varie milizie sciite, sono stati fondamentali per consentire ad Assad di rimanere al potere e capovolgere il corso della guerra nel contesto di una netta crescita delle forze ribelli dichiaratamente jihadiste a discapito di quelle laiche. A settembre 2018, sette anni e mezzo dopo l'inizio del conflitto, il regime di Damasco controllava almeno il 60% della Siria e le forze curde, supportate dagli Stati Uniti, avevano il 25% del territorio del Paese in loro possesso.
La parte orientale di Ghouta, a est di Damasco, che era in mano ai ribelli, è stata al centro di una forte offensiva da parte delle forze governative all'inizio del 2018. Il 12 aprile 2018 l'esercito siriano e le forze russe hanno riconquistato Ghuta orientale nella sua interezza dopo che tutti i gruppi di opposizione armata superstiti furono costretti a evacuare il territorio. Il 21 maggio 2018 le forze armate siriane dichiarano di avere infranto le ultime sacche di resistenza nei pressi di Damasco, ponendo tutta l'area della capitale di nuovo completamente sotto il controllo del governo.
Nell'estate del 2018 le forze fedeli ad Assad, con una massiccia offensiva supportata dall'aviazione russa, hanno riconquistato quasi tutte le roccaforti ribelli e ampie porzioni di territorio nel sud della Siria ovvero le province meridionali di Daraa e di Quneitra, raggiungendo nuovamente i limiti della zona smilitarizzata delle alture del Golan, area sotto il controllo di Israele fin dalla guerra del 1967.
L'Esercito Siriano Libero (FSA), che raggruppava anche varie delle formazioni ribelli sconfitte dai governativi nei principali centri urbani, nel 2017 si è riorganizzato nell'Esercito Nazionale Siriano (SNA) ed ha mantenuto il controllo di aree molto limitate nella Siria in cui era presente anche una forte presenza di gruppi jihadisti raggruppati nella formazione Hayat Tahrir al-Sham (HTS). L'area principale ancora nelle mani dei ribelli era costituita dalla provincia di Idlib, nella Siria nord-occidentale e al confine con la Turchia. Secondo Al-Jazeera a Idlib, sotto i continui bombardamenti da parte dell'aviazione russa stanziata in gran parte nella base aerea di Chmejmim (Laodicea), erano presenti circa 70 000 combattenti ribelli.
Le forze curde hanno sotto il loro controllo le città di Raqqa, Qamishli e Hasaka, il nord-est del Paese e gran parte del confine con l'Iraq. Le forze ribelli supportate dalla Turchia hanno attaccato nel 2018 l'enclave curda di Afrin e nel 2019 l'area del confine turco-siriano nel nord-est della Siria, combattendo contro le SDF e costringendo quest'ultime a richiedere supporto al governo centrale, il quale ha dispiegato numerose unità nei territori sotto il controllo curdo.
Il gruppo jihadista dello Stato Islamico (ISIS), che ha perso contro il governo e contro le Forze Democratiche Siriane curde quasi tutto il territorio conquistato tra cui la propria capitale de facto Raqqa, continuava a mantenere il controllo su diverse porzioni dell'area prevalentemente desertica compresa tra Palmira e Abu Kamal, la quale rimaneva tuttavia circondata dalle forze governative.
Turchia, Russia e Iran nel 2020 hanno negoziato per evitare un'eccessiva offensiva da parte delle forze governative contro i ribelli nel governatorato di Idlib. Gli sforzi per raggiungere un totale cessate il fuoco sono falliti e si è temuto un attacco militare governativo su larga scala che secondo le Nazioni Unite avrebbe portato a una catastrofe umanitaria, oltre che al rischio concreto di un allargamento del conflitto, portando a un intervento diretto della Turchia (che aveva dispiegato forze di polizia nell'enclave ribelle di Idlib) contro il governo di Damasco. Le due fazioni si sono affrontate in diverse occasioni nel corso della guerra, tuttavia l'intermediazione della Russia ha impedito che avvenissero scontri maggiori tra di esse.

### Scenario recente
Dopo quattro anni di parziale tregua in cui non sono avvenute operazioni su larga scala ma in cui l'economia delle aree sotto il controllo governativo ha subito il peso di una grave crisi dovuta anche all'impatto delle sanzioni occidentali, approfittando del disimpegno degli alleati del governo a causa del conflitto di Hezbollah con Israele e della crisi russo-ucraina, le forze antigovernative raggruppate nel gruppo Tahrir al-Sham (HTS) e nell'Esercito Nazionale Siriano (SNA) a Idlib e nella Siria nord-occidentale il 27 novembre 2024 hanno lanciato una rapida offensiva contro la città di Aleppo controllata dal governo riuscendo a conquistarla in 48 ore. I ribelli sono proseguiti quindi nella loro marcia verso sud: il 5 dicembre successivo è conquistata la città di Hama e due giorni dopo le forze ribelli catturano anche la città di Homs.
Nel contempo le Forze Democratiche Siriane, supportate dall'aviazione statunitense, prendono il controllo di Deir el-Zor e delle aree dei governativi contigue al fiume Eufrate, tagliando fuori dalla Siria i rinforzi delle milizie sciite irachene e iraniane. Le FDS il 6 dicembre ottengono anche il controllo delle aree che erano rimaste in mano al governo nella Siria nord-orientale. Sempre negli stessi giorni si riaccendono nuovamente gli scontri tra governo e Fronte Meridionale anche nel sud della nazione, in particolar modo a Dar'a e ad As-Suwayda, le quali vengono abbandonate rapidamente dalle forze del governo, e l'Esercito del Comando Rivoluzionario prende il controllo di Palmira, nel governatorato di Homs.
L'8 dicembre le forze ribelli prendono la capitale Damasco, ponendo termine ad oltre 50 anni di regime di Bashar al-Assad e Hafiz al-Assad. 
Lo stesso giorno Israele lancia un'operazione nel governatorato di Quneitra in Siria e un'estensiva campagna di bombardamenti contro i depositi di armamenti precedentemente controllati dal regime.
La guerra civile non è tuttavia conclusa poiché nelle settimane successive proseguono gli scontri tra Esercito Nazionale Siriano e Forze Democratiche Siriane con quest'ultime che perdono il controllo di diverse aree ad ovest del fiume Eufrate da loro precedentemente occupate mentre nelle aree sulla fascia costiera a maggioranza alauita di Laodicea e Tartus avvengono numerosi scontri tra le milizie al potere e i sostenitori del deposto regime.

## Fazioni in conflitto
Numerose fazioni, sia straniere che locali, sono state coinvolte nella guerra civile siriana. Tra di esse le più note sono l'ISIL, l'Esercito Siriano Libero appoggiato dalla Turchia, il Fronte Islamico, al-Qaida in Siria, le milizie a prevalenza curda YPG e YPJ, milizie cristiane filo-governative e milizie sciite provenienti da Iran, Iraq e Afghanistan. Sono stati riportati inoltre numerosi casi di scontri interni tra appartenenti alle stesse fazioni.

Mappa dei Paesi che circondano la Siria (rosso) con coinvolgimento militare
Paesi che supportano il governo siriano
Paesi che sostengono i ribelli siriani
Paesi che sono divisi nel loro supporto

     Paesi che supportano il governo siriano
     Paesi che sostengono i ribelli siriani
     Paesi che sono divisi nel loro supporto

### Coinvolgimento straniero
Sia il governo siriano che l'opposizione sono stati oggetto di numerose operazioni di sostegno militare, logistico e diplomatico da parte di altri Paesi. Per tale motivazione il conflitto è stato spesso descritto come una guerra per procura.
Fra gli Stati che appoggiano economicamente e militarmente le forze ribelli che hanno come riferimento politico la Coalizione Nazionale Siriana vi sono Stati Uniti d'America, Regno Unito, Francia e i più importanti Stati sunniti del Medio Oriente, tra cui Qatar, Arabia Saudita e Turchia, i quali estendono il loro appoggio anche alle fazioni più integraliste. L'appoggio di queste nazioni ai ribelli siriani è giudicato da alcuni autori come un riconoscimento di insorti prematuro, che secondo parte della dottrina giuridica andrebbe a costituire un illecito internazionale nei confronti della Siria stessa.
Il governo di Damasco riceve sostegno finanziario, politico e militare principalmente da parte di Russia e Iran, mentre forniscono un sostegno minore anche Corea del Nord, Venezuela e il vicino Iraq.
Le Nazioni Unite hanno nominato un inviato speciale per la crisi siriana il 24 febbraio 2012: tale ruolo è stato ricoperto da Kofi Annan, sostituito il 17 agosto 2012 da Lakhdar Brahimi, il 10 luglio 2014 da Staffan de Mistura dimessosi il 17 ottobre 2018 e sostituito da Geir Pedersen.

### Sconfinamenti
Nel giugno 2014, membri dello Stato islamico dell'Iraq e del Levante (ISIL) attraversarono il confine tra la Siria e l'Iraq settentrionale e presero il controllo di vaste aree del territorio iracheno quando l'esercito iracheno abbandonò le sue posizioni. La lotta tra ribelli e forze governative si è diffusa anche in Libano in diverse occasioni. Ci sono stati ripetuti episodi di violenza settaria nel governatorato del Nord Libano tra sostenitori e oppositori del governo siriano, nonché scontri armati tra sunniti e alauiti a Tripoli.
A partire dal 2014 l'aeronautica militare araba siriana intraprese operazioni contro l'ISIS a Raqqa e Al-Hasaka in coordinamento con il governo iracheno.

## Armi e tattiche avanzate

### Impiego delle armi chimiche
La Siria fin dagli anni settanta aveva sviluppato segretamente un programma di armamento chimico principalmente come strumento di deterrenza nei confronti dell'armamento nucleare israeliano. Sebbene la detenzione di tale armamento sia stata sempre negata dai governi siriani, alcune analisi condotte da servizi segreti occidentali valutavano l'arsenale chimico siriano come "il più grande del mondo" distribuito in una serie di magazzini contenenti circa 1 000 tonnellate di materiale tra cui iprite, gas VX e sarin.
L'ONU ha ricevuto, durante la guerra civile siriana, sedici denunce di utilizzo di armi chimiche: di questi episodi solo sette sono stati effettivamente sottoposti a indagine e in quattro casi è stata accertata la presenza di gas sarin. Essendo i magazzini di stoccaggio posizionati in aree sia sotto controllo governativo che ribelle, non è stato possibile accertare chi abbia fatto uso degli agenti chimici. Una relazione dei servizi segreti americani riporta come "sicura" l'entrata in possesso da parte dei ribelli di armi chimiche. Molte analisi convengono sul fatto che entrambe le parti abbiano a più riprese utilizzato armi chimiche nel corso della guerra. La grande maggioranza delle denunce alle Nazioni Unite sono state presentate contro i governativi.
Il primo attacco documentato è condotto il 19 marzo 2013 a Khan al-Assal, sobborgo di Aleppo: a seguito del lancio di un razzo, sono uccise 26 persone tra cui 16 soldati governativi; i morti e i feriti presentano segni d'intossicazione da gas sarin. Governo e ribelli si accusano a vicenda dell'attacco. Una delegazione russa di esperti in armi chimiche, invitata dal governo siriano, trova tracce del componente chimico e attribuisce la responsabilità ai ribelli; l'ONU riesce a organizzare un'indagine indipendente solo nell'agosto 2013 in cui concorda con gli esperti russi sull'uso del gas sarin ma non attribuisce responsabilità.
Il 29 aprile 2013 avviene un nuovo sospetto attacco a Saraqib, che causa due morti. Alcuni medici turchi riescono a eseguire analisi del sangue sui cadaveri senza trovare traccia di agenti chimici, ma in seguito nuove analisi condotte da medici francesi riportano invece la presenza di gas nervino. Il 5 agosto 2013 i ribelli siriani denunciano un attacco chimico perpetrato dall'esercito siriano ai loro danni, denuncia accompagnata da un filmato.
Il 21 agosto 2013 avviene il più grave attacco chimico verificatosi durante la guerra. Quello che poi verrà chiamato "attacco chimico di Ghūṭa" colpisce con gas sarin i sobborghi di Damasco di Jobar, Zamalka, 'Ain Tirma, Hazzah e della regione di Ghuta Orientale provocando almeno 635 morti, principalmente civili. Un'indagine dell'ONU di tre settimane conferma l'utilizzo del gas sarin diffuso attraverso missili superficie-superficie, tuttavia non chiarisce chi abbia perpetrato l'attacco. L'attacco di Ghuta scatena una forte reazione internazionale in cui gli Stati Uniti accusano il governo siriano, mentre la Russia accusa i ribelli di avere usato le armi chimiche al puro scopo di incolpare il governo e causare un intervento militare occidentale. L'intervento internazionale nella guerra civile siriana è evitato grazie a un accordo tra Stati Uniti, Russia e Siria per l'eliminazione delle armi chimiche siriane attraverso l'intermediazione dell'ONU.
L'11 aprile 2014 si verifica un nuovo episodio collegabile all'utilizzo di agenti chimici come strumento d'attacco: nella cittadina di Kafr Zita, nel governatorato di Hama, viene riportata l'intossicazione di circa 200 persone e la morte di due a seguito dell'inalazione di gas al cloro. Secondo fonti vicine ai ribelli l'attacco sarebbe stato condotto dalle forze aeree siriane per interrompere l'avanzata dei miliziani verso la città strategica di Khan Shaykhun. Il cloro tuttavia non è contemplato tra le sostanze proibite dalla convenzione sulle armi chimiche.
Il 4 aprile 2017 circa 70 persone perdono la vita, intossicate da gas sarin, dopo un raid aereo governativo a Khan Shaykhun, nel governatorato di Idlib. Stati Uniti, UE, Turchia e paesi del Golfo accusano Damasco di avere usato il gas mortale contro la popolazione civile, mentre la Russia difende il governo siriano affermando che nell'attacco è stato distrutto un deposito di armi chimiche in mano agli oppositori del regime e richiede una regolare indagine ONU per accertare le cause dell'attacco. Il 7 aprile Donald Trump, presidente degli Stati Uniti, ordina di lanciare 59 missili Tomahawk contro la base aerea di Shayrat, a sud di Homs, da dove sarebbero partiti i velivoli responsabili del raid con armi chimiche, un attacco che non avrebbe inflitto danni in quanto gli aerei e i militari della base sarebbero stati fatti sgombrare in precedenza; la Russia tuttavia definisce questo atto come un vero e proprio attacco al territorio siriano.
L'8 agosto 2017 un rapporto dell'ONU conferma infine la responsabilità del regime di Assad nell'attacco chimico di Khan Shaykhun. L'8 settembre 2017 caccia israeliani bombardano un centro di ricerca militare nei pressi di Masyaf, da fonti di intelligence occidentali ritenuto legato al programma di armi chimiche siriano.
L'8 aprile 2018, durante la fase finale dell'assedio del Ghuta Orientale, a Douma i ribelli sostengono che sia avvenuto un nuovo attacco chimico mediante l'utilizzo di gas al cloro. Il 13 aprile il governo statunitense afferma di avere le prove che l'attacco con armi chimiche a Douma è stato condotto dal governo siriano; il ministro degli esteri russo Sergej Lavrov e il portavoce del ministero della difesa russo Igor Konashenkov accusano invece i servizi segreti britannici di avere organizzato quello che sarebbe stato un finto attacco chimico, tesi subito definita "grottesca, bizzarra e del tutto falsa" dall'ambasciatrice di Londra all'ONU Karen Pierce. Il 14 aprile 2018 vengono effettuati bombardamenti su postazioni governative da parte di Stati Uniti, Francia e Regno Unito. Viene dichiarato che gli obiettivi colpiti siano stati depositi e un centro di ricerca correlati nel programma governativo sulle armi chimiche.
Il 20 aprile l'OPAC inizia ufficialmente la missione e raccoglie i primi campioni a Douma. Il 3 maggio gli ispettori riesumano i cadaveri dei morti sotto i bombardamenti nelle zone segnalate.
Il 16 maggio 2018 l'OPAC conferma che ordigni al cloro sono stati usati il 18 febbraio a Saraqib, nella provincia di Idlib, senza però essere stata in grado di attribuire la paternità dell'attacco.
Il 24 giugno il New York Times pubblica un'inchiesta in cui ricostruisce la dinamica dell'attacco di un edificio a Douma, accusando il governo di Assad e i suoi alleati di avere mentito alla comunità internazionale.
Il 7 giugno un rapporto dell'OPAC annuncia di non avere rilevato la presenza di gas nervino ma di avere individuato agenti clorinati organici in campioni prelevati in 2 siti a Douma coinvolti nei bombardamenti del 7 aprile 2018.
Il 22 luglio 2018 Israele bombarda nuovamente il centro di ricerche militari di Masyaf.
Il 19 maggio 2019 i ribelli denunciano un nuovo attacco governativo con armi chimiche a Kabana, sul fronte di Idlib.

### Bombe a grappolo
La Siria non è parte della convenzione internazionale sulle bombe a grappolo e non riconosce il divieto di usare bombe a grappolo. Si presume che l'esercito siriano abbia iniziato a usare bombe a grappolo nel settembre del 2012. Steve Goose, direttore della divisione armi di Human Rights Watch, dichiara: "La Siria sta espandendo il suo uso incessante di bombe a grappolo, un'arma vietata e civili stanno pagando il prezzo con le loro vite e arti", "Il bilancio iniziale è solo l'inizio perché le munizioni a grappolo spesso lasciano bombe inesplose che uccidono e mutilano molto tempo dopo."

### Bombe termobariche
Le armi termobariche russe, note anche come "bombe a vuoto", sono state utilizzate dalla parte del governo durante la guerra. Il 2 dicembre 2015, The National Interest riferisce che la Russia stesse schierando in Siria il sistema di lancio multiplo del TOS-1 Buratino in Siria, che è "progettato per lanciare enormi bombe termobariche contro la fanteria in spazi confinati come le aree urbane". Un lanciarazzi termobarico Buratino "può cancellare un'area di circa 200x500 metri con una sola salva". Dal 2012, i ribelli affermano che l'Aeronautica militare siriana (forze governative) utilizza armi termobariche contro le aree residenziali occupate dai combattenti ribelli, come durante la battaglia di Aleppo e anche a Kafr Batna. Un gruppo di investigatori delle Nazioni Unite sui diritti umani ha riferito che il governo siriano ha usato bombe termobariche contro la città strategica di Al-Qusayr nel marzo 2013. Ad agosto del 2013 la BBC riferisce dell'uso di bombe incendiarie simili al napalm in una scuola nel nord della Siria.

### Missili anticarro

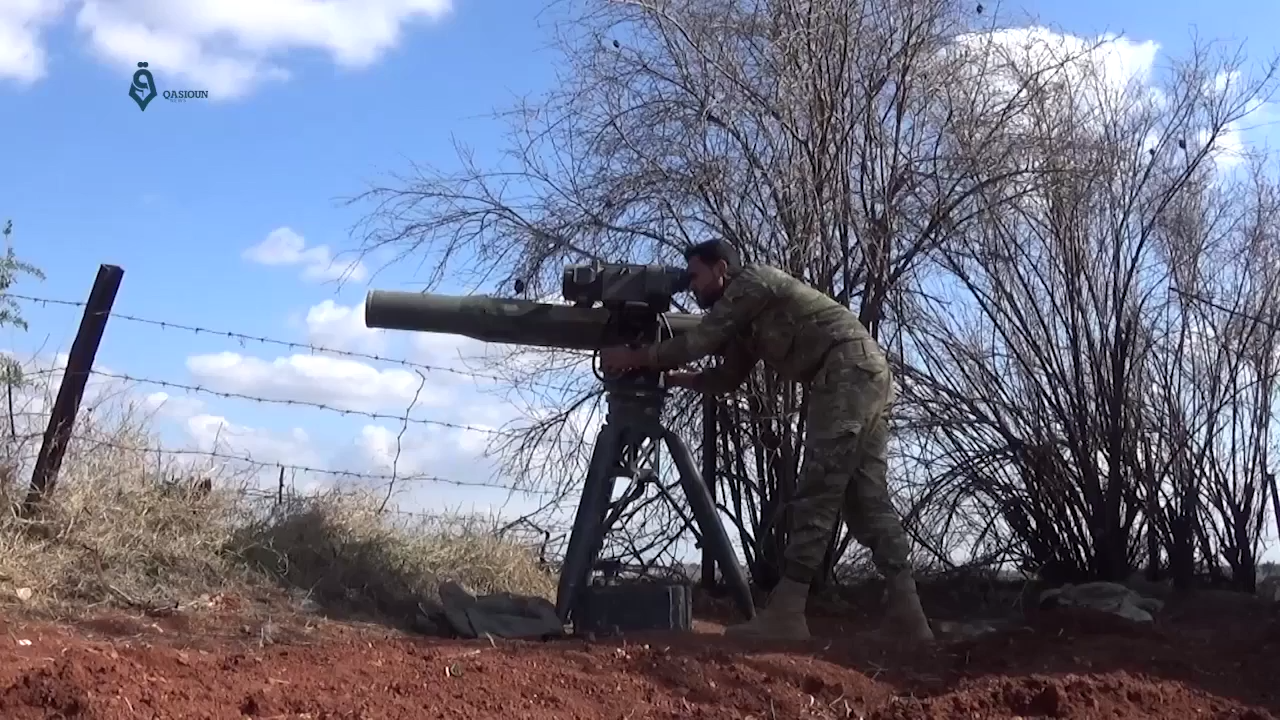
Un combattente dell'Esercito della gloria lancia un missile anticarro BGM-71 TOW in una posizione del governo siriano durante l'offensiva di Hama del 2017.

Diversi tipi di missili anticarro sono in uso in Siria. La Russia ha inviato i 9M133 Kornet, missili anticarro guidati di terza generazione al governo siriano le cui forze li hanno ampiamente utilizzati contro armature e altri obiettivi di terra per combattere jihadisti e ribelli. I missili BGM-71 TOW fabbricati negli Stati Uniti sono una delle armi principali dei gruppi ribelli e sono stati forniti principalmente dagli Stati Uniti e dall'Arabia Saudita. Gli Stati Uniti hanno anche fornito molti lanciatori e testate Fagot 9K111 provenienti dall'est Europa ai gruppi ribelli siriani nell'ambito dell'operazione Timber Sycamore

### Missili balistici
Nel giugno del 2017 l'Iran ha attaccato obiettivi dell'ISIS nell'area di Deir el-Zor nella Siria orientale con missili balistici Zolfaghar lanciati dall'Iran occidentale, nel primo utilizzo di missili di medio raggio da parte dell'Iran in 30 anni. Secondo Jane's Defence Weekly, i missili percorsero 650-700 chilometri.

## Copertura mediatica
La guerra civile siriana ha avuto una scarsissima copertura da parte della stampa, in parte dovuta alla censura del governo siriano.
Ciononostante è una delle guerre più documentate nella storia, grazie al quotidiano utilizzo dei social media da parte di attivisti presenti sul territorio.

### Esecuzioni di condanne a morte di ISIS e al-Qaida
Il 19 agosto il giornalista americano James Foley viene giustiziato dall'ISIS, il quale affermava che era in rappresaglia per le operazioni degli Stati Uniti in Iraq. Foley venne rapito in Siria nel novembre 2012 dalla milizia shabiha. L'ISIS minacciò di giustiziare Steven Sotloff, che venne rapito al confine tra Siria e Turchia nell'agosto 2013. Inoltre l'ISIS ha anche catturato un cittadino giapponese, due cittadini italiani e un cittadino danese. Sotloff venne successivamente giustiziato a settembre 2014. Almeno 70 giornalisti sono stati uccisi durante la guerra siriana e oltre 80 rapiti, secondo il Comitato per la protezione dei giornalisti. Il 22 agosto 2014, il Fronte di al-Nusra diffonde un video di soldati libanesi catturati e chiede a Hezbollah di ritirarsi dalla Siria minacciandoli di morte.

## Reazioni internazionali

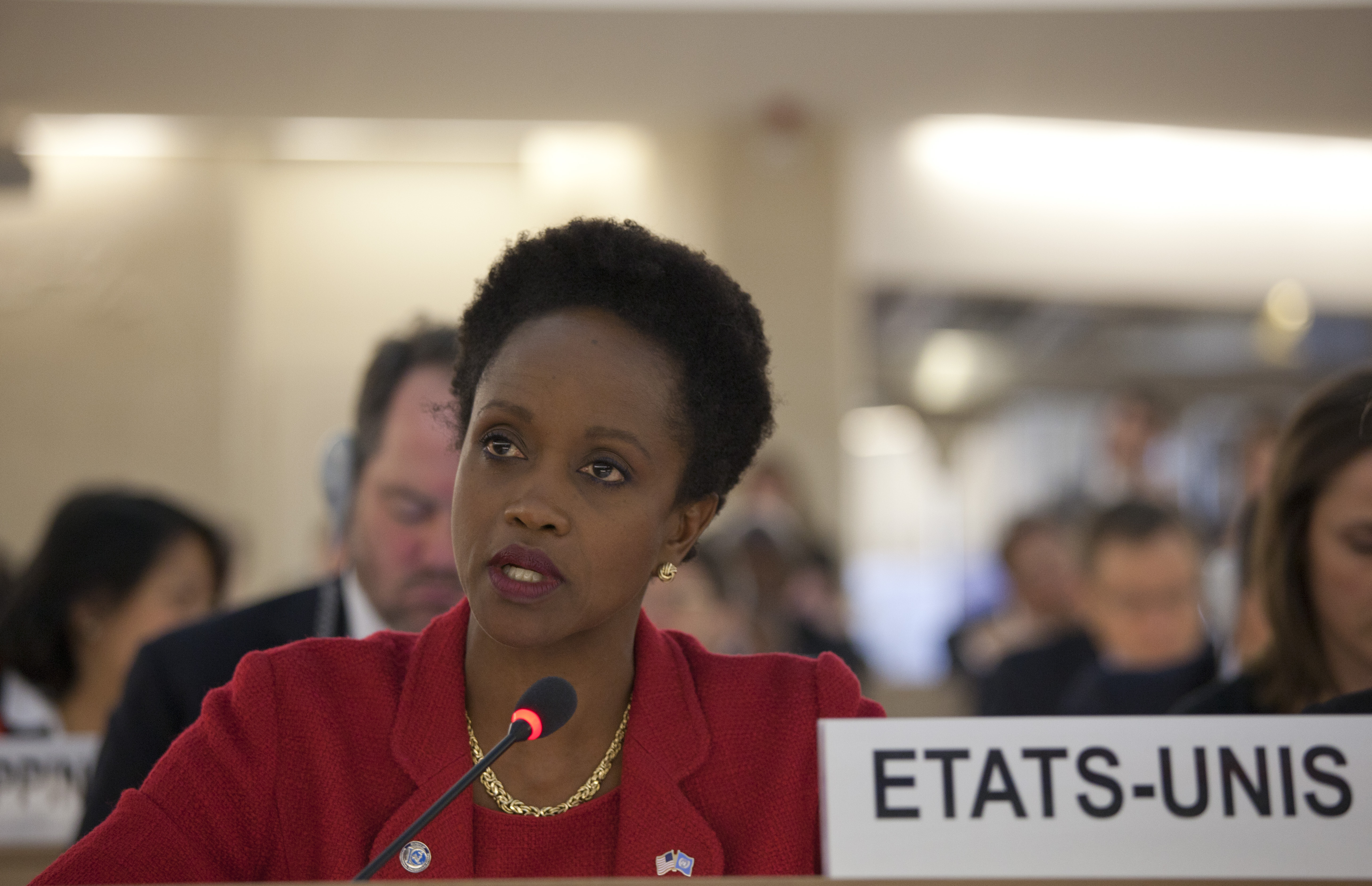
Esther Brimmer (USA) interviene in un dibattito urgente del Consiglio dei diritti umani delle Nazioni Unite sulla Siria, febbraio 2012

Durante il primo periodo della guerra civile, la Lega araba, l'Unione europea, l'Organizzazione delle Nazioni Unite, e molti governi occidentali condannarono rapidamente la risposta violenta del governo siriano alle proteste ed espressero sostegno al diritto dei manifestanti di esercitare la libertà di parola. Inizialmente, molti governi del Medio Oriente espressero sostegno per al-Assad, ma quando il bilancio delle vittime è aumentato, sono passati a un approccio più equilibrato criticando la violenza sia del governo che dei manifestanti. Sia la Lega araba che l'Organizzazione per la cooperazione islamica hanno sospeso l'adesione della Siria. La Russia e la Cina posero il veto alle risoluzioni del Consiglio di sicurezza delle Nazioni Unite redatte nel 2011 e 2012, che avrebbero minacciato il governo siriano di sanzioni mirate se avesse continuato le azioni militari contro i manifestanti.

## Conflitto settario

Mappa della composizione etno-religiosa della Siria nel 2012

I governi di Hafiz e Bashar al-Assad sono stati strettamente associati al gruppo religioso alauita, un ramo dello sciismo minoritario del Paese, mentre la maggioranza della popolazione e dei combattenti dell'opposizione è sunnita.
Gli alauiti hanno iniziato a essere minacciati e perseguitati da gruppi di combattenti ribelli a prevalenza sunnita come il Fronte al-Nusra e l'Esercito Siriano Libero dal dicembre 2012.
Nel corso della guerra almeno un terzo dei 250 000 uomini alauiti in età militare presenti in Siria all'inizio del conflitto sono stati uccisi. Nel maggio 2013, il SOHR dichiarò che su 94 000 morti durante la guerra, almeno 41 000 erano alauiti.
Oltre 400 000 cristiani siriani sarebbero fuggiti dopo essere stati presi di mira dai ribelli antigovernativi o dai miliziani dell'ISIS.
Al Jazeera ha riferito che "i drusi accusano i ribelli di avere commesso atrocità contro la loro comunità in Siria. La minoranza drusa siriana è rimasta sostanzialmente fedele al presidente Bashar al-Assad dall'inizio della guerra nel 2011."
Poiché le milizie straniere e gli sciiti non siriani - motivati dal sentimento pro-sciita piuttosto che dalla lealtà al governo di Assad - hanno preso il controllo della lotta contro l'opposizione sostituendosi gradualmente all'esercito siriano indebolito dal perdurare degli scontri, i combattimenti a lungo andare hanno assunto un carattere sempre più settario. Un leader dell'opposizione ha affermato che le milizie sciite "cercano spesso di occupare e controllare i simboli religiosi nella comunità sunnita per raggiungere non solo una vittoria territoriale ma anche settaria", occupando illegalmente le moschee e sostituendo le icone sunnite con immagini dei leader sciiti.
Secondo la Rete siriana per i diritti umani le milizie hanno commesso violazioni dei diritti umani, tra cui "una serie di massacri settari tra marzo 2011 e gennaio 2014 che hanno causato la morte di 962 civili".

### Ondata di criminalità

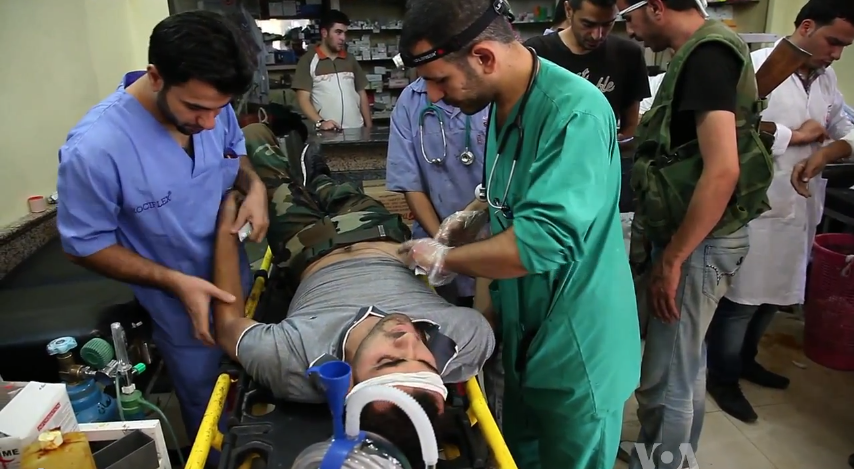
Medici e personale sanitario curano combattenti ribelli feriti e civili ad Aleppo

Mentre il conflitto si è esteso in tutta la Siria, molte città sono state travolte da un'ondata di criminalità poiché molte stazioni di polizia hanno smesso di funzionare e i combattimenti hanno causato una generale diminuzione del welfare. I tassi di furto sono aumentati e con essi anche i saccheggi sistematici di case e negozi. Anche il tasso di rapimenti è aumentato notevolmente.
I comandanti della Forza Nazionale di Difesa si sono spesso impegnati "nel trarre profitto dalla guerra attraverso racket di protezione, saccheggi e criminalità organizzata". I membri della FND sono stati anche coinvolti in "ondate di omicidi, rapine, furti, rapimenti ed estorsioni in tutte le parti della Siria detenute dal governo sin dalla creazione dell'organizzazione nel 2013", come riportato dall'Institute for the Study of War.
Le reti criminali sono state utilizzate sia dal governo che dall'opposizione durante il conflitto. Di fronte a sanzioni internazionali, il governo siriano ha fatto affidamento su organizzazioni criminali per contrabbandare beni o denaro all'interno del Paese o all'estero. La recessione economica causata dal conflitto e dalle sanzioni ha anche portato a una riduzione dei salari per i membri dello Shabiha. In risposta, alcuni membri dello Shabiha hanno iniziato a rubare proprietà civili e a impegnarsi in rapimenti. Le forze ribelli a volte fanno affidamento su reti criminali per ottenere armi e rifornimenti. Il traffico di armi provenienti dal mercato nero dei Paesi confinanti con la Siria è aumentato in modo significativo dall'inizio del conflitto. Per generare fondi per l'acquisto di armi, alcuni gruppi ribelli si sono dedicati a estorsioni, furti e rapimenti.

### Danni al patrimonio culturale

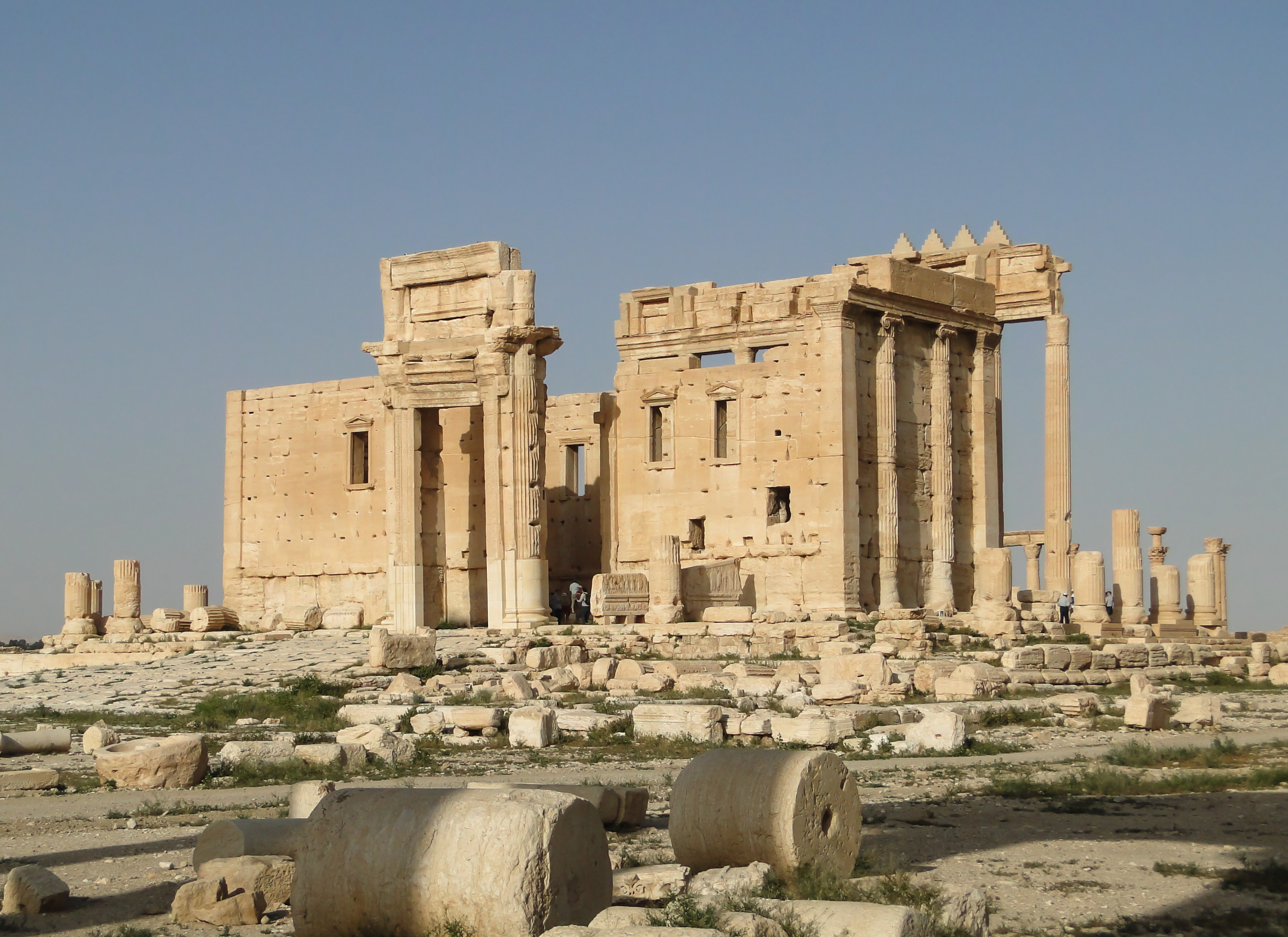
Il tempio di Bel a Palmira, distrutto dall'ISIS nell'agosto 2015

Nel 2014 l'UNESCO ha elencato i sei siti patrimonio dell'umanità della Siria nell'elenco di quelli in pericolo, tuttavia all'epoca non era possibile una valutazione diretta dei danni da essi subiti. Era noto che la Città Vecchia di Aleppo era stata gravemente danneggiata durante le battaglie combattute all'interno del distretto, mentre Palmira e il Krak dei Cavalieri avevano subito solo lievi danni. Gli scavi illegali avrebbero danneggiato centinaia di antichità siriane. Molti reperti, tra cui alcuni provenienti dal sito di Palmira, sarebbero stati trafugati o trasferiti preventivamente nei Paesi confinanti. Tre musei archeologici nazionali sarebbero stati saccheggiati.
Nel 2014 e 2015, in seguito all'ascesa dello Stato islamico dell'Iraq e del Levante, diversi siti in Siria sono stati distrutti dal gruppo come parte di una deliberata distruzione di siti di patrimonio culturale. A Palmira il gruppo distrusse molte statue antiche, il tempio di Baalshamin, il tempio di Bel, molte tombe tra cui la Torre di Elahbel e parte dell'arco monumentale. Il castello di Palmira del XIII secolo è stato ampiamente danneggiato durante la ritirata dell'ISIS a seguito dell'offensiva governativa su Palmira del marzo 2016. L'ISIS ha anche distrutto antiche statue a Raqqa e numerose chiese, tra cui la Chiesa armena per il genocidio di Deir el-Zor.
Nel marzo 2015, la guerra aveva colpito 290 siti culturali, ne aveva gravemente danneggiati 104 e completamente distrutti 24. Cinque dei sei siti di patrimoni dell'umanità riconosciuti dall'UNESCO in Siria erano stati danneggiati. Un gruppo chiamato Syrian Archaeological Heritage Under Threat ha monitorato e registrato i danni della guerra nel tentativo di creare un elenco di siti danneggiati e di ottenere un sostegno globale per la protezione e la conservazione dei siti archeologici siriani.
Nel gennaio 2018, gli attacchi aerei turchi hanno gravemente danneggiato un antico tempio neo-ittita nella regione curda di Afrin della Siria. Esso fu costruito dagli Aramei nel primo millennio a.C.
Dal 2011 al 2019, secondo osservatori siriani, oltre 120 chiese sarebbero state danneggiate o demolite nel corso dei combattimenti.
La guerra ha ispirato numerose opere d'arte, diverse delle quali realizzate da siriani. Una mostra di fine estate 2013 a Londra presso la P21 Gallery ha mostrato alcuni di questi lavori che sono stati trasportati clandestinamente dalla Siria.

## Conseguenze umanitarie

### Rifugiati e sfollati interni

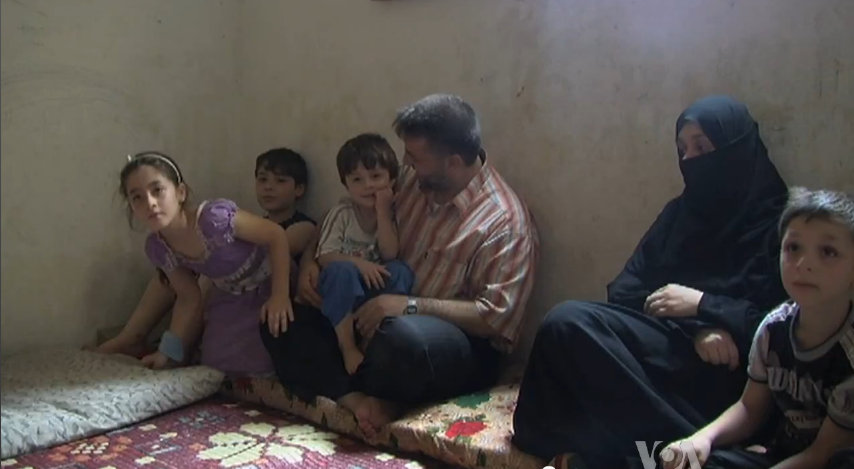
Rifugiati siriani in Libano che vivono in spazi ristretti, 6 agosto 2012

La guerra civile siriana, anche a causa della sua lunga durata e della natura settaria di cui si è caratterizzata, ha causato un elevatissimo numero di profughi.
Nel 2013 i rifugiati all'estero erano circa due milioni dei quali circa 700 000 avevano cercato sicurezza in Libano.
Nel settembre 2014, l'ONU dichiarò che il numero di rifugiati siriani aveva superato i 3 milioni.
Secondo Al-Jazeera I rifugiati siriani nel marzo 2015 erano circa 3,8 milioni. Al-Jazeera stimava inoltre che 10.9 milioni di siriani, più della metà della popolazione, avessero dovuto abbandonare la propria abitazione a causa del conflitto.
Secondo i dati dell'UNHCR aggiornati al 29 agosto 2015, i rifugiati sarebbero stati 4 088 078, molti dei quali all'interno di Libano e Turchia. A questi si aggiungevano inoltre circa 7,8 milioni di siriani sfollati all'interno del Paese.
A settembre 2016, l'Unione europea riferì di avere stimato circa 13,5 milioni di sfollati siriani.
Più di sei milioni di costoro, ovvero circa un terzo della popolazione siriana, avrebbero cercato asilo all'estero dirigendosi in prevalenza verso Libano, Giordania, Turchia e Iraq.
La Turchia è stata la meta di circa tre milioni di profughi, distribuiti prevalentemente nelle città lungo il confine e in una dozzina di campi posti sotto l'autorità diretta del governo turco. Le immagini satellitari hanno confermato come i primi campi siriani siano apparsi in Turchia nel luglio 2011, poco dopo l'assedio delle città di Dar'a, Homs e Hama.
I rifugiati siriani fuggiti in Libano, prevalentemente donne e bambini, costituiscono un quarto della popolazione libanese. Secondo il Jerusalem Center for Public Affairs, i sunniti fuggiti in Libano minano l'autorità di Hezbollah nelle aree di confine con la Siria. La crisi dei rifugiati siriani ha causato la riduzione della minaccia "Jordan is Palestine" (La Giordania è la Palestina) a causa dell'enorme afflusso di nuovi rifugiati in Giordania.
Il patriarca greco-cattolico Gregorio III Laham afferma che oltre 450 000 cristiani siriani sono stati sfollati dal conflitto.

### Vittime

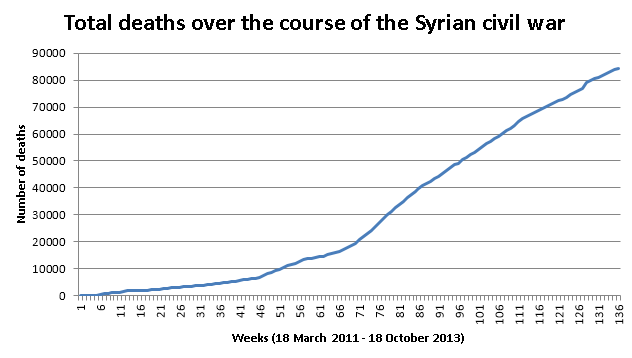
Morti totali nel corso del conflitto in Siria (18 marzo 2011 - 18 ottobre 2013) in base ai dati del Consiglio nazionale siriano

Sebbene nel gennaio del 2014 l'ONU avesse dichiarato che non avrebbe più aggiornato i dati sul numero delle vittime, nell'agosto del 2014 ha pubblicato uno studio che documenta l'uccisione di 191 369 persone nel conflitto da marzo 2011 a fine aprile 2014: di queste, almeno 8 803 sono minori di 18 anni. Lo studio non riporta le percentuali di combattenti e di civili tra le vittime.
L'Osservatorio siriano per i diritti umani (SOHR), un'organizzazione non governativa con sede a Londra, ha documentato 301 781 morti tra marzo 2011 e settembre 2016, di cui poco meno di un terzo sono civili (86 692) e i restanti due terzi combattenti, equamente divisi tra governativi e filo-governativi (oltre 107 054) e anti-governativi moderati ed estremisti (oltre 104 390, di cui 52 359 ribelli siriani e 52 031 combattenti stranieri appartenenti principalmente a Stato Islamico e al-Nusra). Includendo anche le morti non documentate, SOHR stimava un totale di 430 000 morti al 2016. Il numero di vittime accertate dall'organizzazione a marzo 2024 è di 617 910 tra cui oltre 300 000 civili, l'88% dei quali sarebbero morti a causa dell'azione delle forze filo-governative.

### Epidemie
L'Organizzazione mondiale della sanità ha riferito che nel 2013 il 35% degli ospedali del Paese non fosse più in servizio a causa della guerra. Il conflitto ha reso impossibile intraprendere i normali programmi di vaccinazione. Malattie infettive precedentemente rare si sono diffuse nelle aree detenute dai ribelli, in molti casi causate dalla scarsa igiene e dal deterioramento delle condizioni di vita.
Queste includono morbillo, tifo, epatite, dissenteria, tubercolosi, difterite, pertosse e leishmaniosi.
Di particolare interesse epidemiologico sono stati i casi di poliomielite registrati nel Paese nel corso della guerra. Alla fine del 2013 i medici e le agenzie internazionali di sanità pubblica hanno riferito oltre 90 casi.
I critici del governo affermano che, anche prima del conflitto, il governo abbia contribuito alla diffusione di tali malattie limitando intenzionalmente l'accesso alla vaccinazione, ai servizi igienico-sanitari e a fonti d'acqua potabile nelle aree popolate in prevalenza da oppositori politici.

### Aiuti umanitari

Aiuti statunitensi alle forze di opposizione siriane, maggio 2013

Il conflitto detiene il record della più grande somma mai richiesta dalle agenzie delle Nazioni Unite per una singola emergenza umanitaria, di un valore di 5,8 miliardi di euro a dicembre 2013. La risposta umanitaria internazionale al conflitto in Siria è coordinata dall'Ufficio delle Nazioni Unite per gli affari umanitari (UNOCHA) conformemente alla risoluzione dell'Assemblea generale 46/182. Il quadro principale per questo coordinamento è il Piano di risposta all'assistenza umanitaria in Siria (SHARP) che ha presentato ricorso per 1,26 miliardi di euro per soddisfare le esigenze umanitarie dei siriani colpiti dal conflitto. L'UNICEF sta anche lavorando a fianco di queste organizzazioni per fornire vaccinazioni e pacchetti di assistenza a chi ne ha bisogno. Al 19 settembre 2015, i primi dieci donatori in Siria erano la Arabia Saudita, Canada, Commissione europea, Emirati Arabi Uniti, Germania, Giappone, Kuwait, Norvegia, Regno Unito e Stati Uniti.
La difficoltà di fornire aiuti umanitari è indicata dalle statistiche di gennaio 2015: delle 212 000 persone stimate in quel mese che si trovavano in aree assediate dal governo o dalle forze di opposizione, solo a 304 persone venne fornito del cibo. L'Agenzia degli Stati Uniti per lo Sviluppo Internazionale e altre agenzie governative degli Stati Uniti hanno consegnato quasi 385 milioni di dollari (circa 345 milioni di euro) di aiuto alla Siria nel 2012 e 2013. Gli Stati Uniti hanno fornito aiuti alimentari, forniture mediche, assistenza sanitaria di base e di emergenza, materiali per i rifugi, acqua potabile, istruzione, forniture igieniche e altre forniture di soccorso. Islamic Relief ha rifornito 30 ospedali e inviato centinaia di migliaia di pacchi medici e alimentari.
Anche altri Paesi della regione hanno contribuito a vari livelli di aiuto. L'Iran esporta giornalmente tra le 500 e le 800 tonnellate di farina in Siria. Israele ha fornito aiuti attraverso l'operazione Buon vicino, fornendo cure mediche a 750 siriani in un ospedale da campo situato nelle alture del Golan, dove i ribelli affermano che 250 dei loro combattenti sono stati curati. Israele ha istituito due centri medici in Siria e ha fornito supporto logistico ai ribelli presenti nelle aree confinanti con le alture del Golan. Nel 2016 la Russia ha affermato di avere creato sei centri di aiuto umanitario in Siria per sostenere 3000 rifugiati.

## Violazioni dei diritti umani
Una nota dell'ONU ha riferito che: "la guerra d'assedio è impiegata in un contesto di sistematiche violazioni del diritto internazionale umanitario. Le parti in guerra non temono di essere ritenute responsabili per i loro atti." Le forze armate di entrambe le parti in conflitto hanno bloccato l'accesso a convogli umanitari, hanno confiscato cibo, tagliato le risorse idriche e preso di mira gli agricoltori che lavoravano nei loro campi. Il rapporto indicava quattro posti assediati dalle forze governative: Muadamiyah, Daraya, il campo di Yarmouk e la Città vecchia di Homs, nonché due aree sotto assedio di gruppi ribelli: Aleppo e Hama. Nel campo di Yarmouk 20 000 residenti sono stati ridotti alla fame e in diversi casi sono morti a causa del blocco da parte delle forze governative siriane e dei combattimenti tra l'esercito e il Fronte al-Nusra, che impedirono la distribuzione di cibo da parte dell'UNRWA. Nel luglio 2015, le Nazioni Unite hanno rimosso Yarmouk dal proprio elenco di aree assediate in Siria, nonostante non fossero stati in grado di fornire aiuti umanitari per quattro mesi, rifiutando di dare spiegazioni.
La guerra d'assedio ha causato gravi problemi di malnutrizione tra i bambini residenti nelle aree assediate. Circa 400 000 civili sono rimasti intrappolati nel Ghouta orientale dal 2013 al 2018, secondo il consigliere speciale delle Nazioni Unite, Jan Egeland, che ha sollecitato ambo le parti a consentire evacuazioni umanitarie dall'area. Circa 55 000 civili sono rimasti isolati nel campo profughi di Rukban situato sul confine tra Siria e Giordania, dove l'accesso umanitario è difficile a causa delle dure condizioni del deserto. Gli aiuti umanitari raggiungono il campo solo sporadicamente, a volte impiegando tre mesi per le spedizioni.
Le forze dell'ISIS sono state accusate dall'ONU di avere commesso esecuzioni pubbliche, amputazioni e abusi allo scopo di instillare paura tra i civili. "Le forze dello Stato Islamico dell'Iraq e del Levante hanno torturato, ucciso, fatto scomparire o costretto alla fuga i civili presenti nei governatorati di Aleppo e Raqqa, commettendo crimini contro l'umanità", afferma il rapporto ONU del 27 agosto 2014.
L'11 settembre 2019, gli investigatori delle Nazioni Unite hanno affermato che gli attacchi aerei condotti dalla coalizione guidata dagli Stati Uniti in Siria hanno ucciso o ferito diversi civili, indicando che non sono state prese le necessarie precauzioni e che tali azioni sono da ritenere crimini di guerra.
In occasione dell'inizio delle operazioni turche contro l'Amministrazione Autonoma della Siria del Nord-Est nell'ottobre del 2019, l'ONU, riferendosi ai campi profughi dove erano detenuti i familiari di coloro che avevano aderito all'ISIS, affermò che: "mentre le violenze si intensificano nel nord-ovest della Siria, secondo quanto riferito, migliaia di donne e bambini sono tenuti in "condizioni disumane" nei campi di prigionia".

### Accuse contro il governo siriano
Secondo varie organizzazioni per i diritti umani e le Nazioni Unite, le violazioni dei diritti umani sono state commesse sia dal governo che dai ribelli, con "la stragrande maggioranza degli abusi commessi dal governo siriano".
Secondo tre avvocati internazionali, i funzionari del governo siriano potrebbero essere accusati di crimini di guerra alla luce di un'enorme quantità di documenti rivelati clandestinamente riguardanti numerosi detenuti delle prigioni governative. Tali documenti sono in gran parte costituiti da immagini che mostrano "l'uccisione sistematica" di circa 11 000 prigionieri. La maggior parte delle vittime erano giovani e molti cadaveri sono mostrati emaciati, macchiati di sangue e con evidenti segni di tortura. Alcuni non avevano occhi; altri hanno mostrato segni di strangolamento o elettrocuzione. Alcuni esperti hanno affermato che queste prove fossero le più dettagliate tra quelle emerse negli allora 34 mesi di guerra.
I governativi hanno sostenuto che tali prove, così come quelle riguardanti l'utilizzo di armi chimiche contro i ribelli, siano in realtà falsi giornalistici creati dall'intelligence e dai media occidentali.
Nel febbraio 2017, Amnesty International ha pubblicato un rapporto che accusa il governo siriano di avere ucciso circa 13 000 persone, per lo più civili, nella prigione militare di Saydnaya, affermando che gli omicidi siano iniziati nel 2011 e che fossero ancora in corso. Amnesty International l'ha descritta come una "politica di sterminio deliberato" e ha anche affermato che "queste pratiche, che equivalgono a crimini di guerra e crimini contro l'umanità, sono autorizzate ai massimi livelli del governo siriano". Tre mesi dopo, il Dipartimento di Stato degli Stati Uniti dichiarò che un crematorio era stato identificato vicino alla prigione. Secondo gli Stati Uniti, veniva usato per bruciare migliaia di corpi di quelli uccisi dalle forze governative e per nascondere prove di atrocità e crimini di guerra. Amnesty International ha espresso dubbi sulle affermazioni riguardanti il crematorio in quanto le fotografie utilizzate dagli Stati Uniti erano del 2013 e non costituivano prove certe, mentre alcuni funzionari governativi fuggiti dalla Siria hanno dichiarato che il governo seppelliva le vittime delle sue esecuzioni nei cimiteri militari di Damasco. Il governo siriano ha negato le accuse.
Le sparizioni forzate e le detenzioni arbitrarie hanno caratterizzato la rivolta siriana fin dal suo inizio. Un rapporto di Amnesty International, pubblicato a novembre 2015, ha accusato il governo siriano di avere fatto sparire con la forza oltre 65 000 persone dall'inizio della guerra civile siriana. Secondo un rapporto dell'Osservatorio siriano per i diritti umani a maggio 2016, almeno 60 000 persone erano state uccise da marzo 2011 a causa di torture o di cattive condizioni umanitarie nelle carceri del governo siriano.

### Torture
Oltre 14 000 persone sono state torturate a morte nella guerra in Siria usando almeno 72 diversi metodi di tortura, secondo un rapporto del 2019 della Rete siriana per i diritti umani (Snhr). Tra i metodi utilizzati vi erano il taglio di parti del corpo e la possibilità per i medici di praticare un addestramento chirurgico sui prigionieri. Durante tali pratiche, i medici erano incoraggiati a commettere errori. Sono stati documentati casi in cui è stata versata acqua bollente sulle vittime, altri in cui i prigionieri sono stati ustionati con sostanze chimiche.

### Violenze sessuali
A luglio del 2012 il gruppo per i diritti umani Women Under Siege ha documentato oltre cento casi di stupro e violenza sessuale durante il conflitto, con molti di questi crimini che si ritiene siano stati perpetrati dalla Shabiha e da altre milizie filo-governative. Le vittime includevano uomini, donne e bambini, ma circa l'80% delle vittime sono donne e ragazze.
Nel 2014 i miliziani dell'ISIS, dopo avere preso il controllo di numerose aree a prevalenza curda lungo il confine con l'Iraq e avere sterminato gran parte dei maschi adulti, praticarono stupri di guerra sistematici ai danni delle donne appartenenti alla minoranza etnica yazida riducendo migliaia di esse alla schiavitù sessuale.

## Iniziative di pace

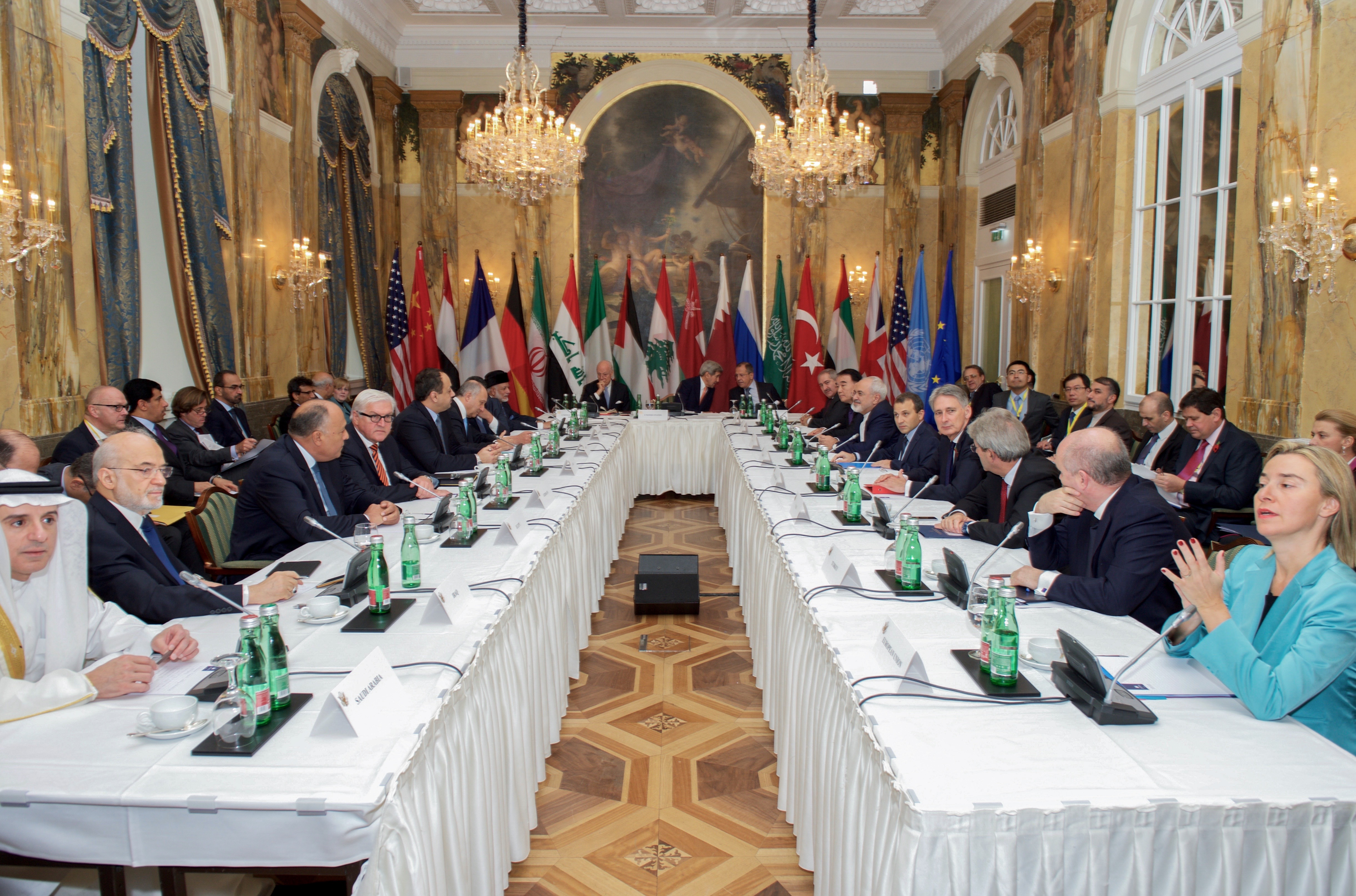
Colloqui per la pace in Siria a Vienna, 30 ottobre 2015

Nel corso della guerra, ci sono state diverse iniziative di pace internazionali, intraprese dalla Lega araba, dalle Nazioni Unite e da altre organizzazioni. Il governo siriano ha rifiutato gli sforzi per negoziare con quelli che definisce gruppi terroristici armati. Il 1º febbraio 2016, l'Organizzazione delle Nazioni Unite ha annunciato l'avvio ufficiale dei colloqui di pace siriani a Ginevra. concordati dal Gruppo internazionale di sostegno alla Siria (ISSG) a Vienna. Il 3 febbraio 2016 il mediatore per la pace in Siria delle Nazioni Unite ha sospeso i colloqui. Il 14 marzo 2016 sono ripresi i colloqui di pace di Ginevra. Il governo siriano ha insistito sul fatto che la discussione sulla presidenza di Bashar-al-Assad "è una linea rossa", tuttavia il presidente siriano Bashar al-Assad ha affermato di sperare che i colloqui di pace a Ginevra porterebbero a risultati concreti e ha sottolineato la necessità di un processo politico in Siria.
Un nuovo ciclo di colloqui tra il governo siriano e alcuni gruppi di ribelli siriani si è concluso il 24 gennaio 2017 ad Astana, in Kazakistan, con la Russia, l'Iran e la Turchia a sostegno dell'accordo di cessate il fuoco mediato alla fine di dicembre 2016. I colloqui sul processo di Astana sono stati addebitati da un funzionario russo come completamento, anziché sostituzione, dei colloqui del processo di Ginevra guidati dalle Nazioni Unite. Il 4 maggio 2017, al quarto round dei colloqui di Astana, i rappresentanti di Russia, Iran e Turchia hanno firmato un memorandum in base al quale sarebbero state istituite quattro "zone di de-escalation militare" in Siria, in vigore dal 6 maggio 2017.

## Prospettive per il dopoguerra

### Ritorno dei rifugiati
Un aspetto molto controverso della guerra è la questione del rimpatrio di milioni di rifugiati. Il governo siriano ha presentato una legge comunemente nota come "Legge 10", che prevede l'esproprio di tutte le proprietà ai rifugiati che decidano di non tornare in Siria entro breve tempo. Numerosi rifugiati temono infatti che ritornare in patria per rivendicare delle proprietà significhi dovere affrontare conseguenze negative per non avere preso parte alla guerra quali la coscrizione forzata o la prigione. Il governo siriano è stato criticato per l'utilizzo di questa legge per premiare coloro che hanno sostenuto il governo sottraendo arbitrariamente proprietà e attuando politiche che di fatto disincentivano il rimpatrio dei rifugiati a guerra conclusa. Il governo nega tale tesi e ha affermato che desidera il ritorno dei rifugiati dal Libano (unica nazione confinante oltre all'Iraq a non avere supportato i ribelli nel corso del conflitto). A dicembre 2018, viene riferito che il governo siriano abbia iniziato a impadronirsi di numerose proprietà ai sensi di una legge antiterrorismo che prende di mira chiunque non abbia supportato il governo sottraendo a costoro ogni proprietà. Anche diverse pensioni e retribuzioni non saranno più pagate.
I rifugiati appartengono in maggioranza a una fascia di età inferiore ai 35 anni (circa il 78%) e con un livello di istruzione almeno secondario superiore. Difatti, un sondaggio delle Nazioni Unite condotto nelle principali isole greche di arrivo dei siriani nel 2015 affermava che l’86% dei profughi ha concluso il ciclo di educazione superiore e che metà di essi afferma di aver studiato all’università. Dopo gli studenti, le professioni più frequenti tra i rifugiati sono commercianti, carpentieri, elettricisti, idraulici, ingegneri, architetti, dottori e farmacisti. In generale, i siriani che lasciano il loro paese hanno un livello di istruzione e qualifica professionale medio o elevato. Uno dei problemi che la Siria del post-conflitto deve porsi è proprio la diminuzione del capitale culturale della propria popolazione. La Siria a differenza di altri stati della regione – per esempio il vicino Libano – poteva vantare una popolazione con un livello elevato di qualifica e istruzione e dunque non aveva bisogno di importare competenze. La guerra civile ha mutato radicalmente la struttura sociale siriana e questo si traduce non solo in uno svantaggio per la ricostruzione.

### Danni economici e ricostruzione
Le autorità dell'ONU hanno stimato che la guerra in Siria abbia causato danni economici fino a circa 360 miliardi di euro.
A guerra ancora in corso, il presidente siriano Bashar al-Assad ha affermato che la Siria sarà in grado di ricostruire da sola il Paese, ovvero senza la necessità di investimenti da parte delle nazioni che avrebbero finanziato le forze ribelli. Assad ha affermato di essere in grado di reperire fondi dai Paesi amici, dalla confisca di beni ai rifugiati della diaspora siriana e dal tesoro statale. L'Iran ha espresso interesse ad aiutare a ricostruire la Siria. Al novembre 2018, sono emerse notizie secondo cui la ricostruzione fosse già iniziata. È stato riferito che il problema più grande che deve affrontare il processo di ricostruzione è la mancanza di materiali dovuta all'embargo a cui la Siria è sottoposta. Vi è quindi un'elevata necessità di assicurarsi che le risorse esistenti siano gestite in modo efficiente. Lo sforzo di ricostruzione è rimasto finora a capacità limitata e si è concentrato su alcune aree ristrette, ignorando spesso le zone abitate dalle persone più disagiate.
La moneta locale, la lira siriana, scambiata a 47 lire al dollaro allo scoppio della rivolta nel 2011, all’inizio del 2020 aveva già toccato poco meno di 1 000 lire al dollaro. Poi, nel corso del 2020, la lira ha perso circa il 211% del suo valore, giungendo a 2 800 lire per un dollaro USA alla fine dello stesso anno. A marzo 2021, è stato registrato un nuovo minimo storico, toccando il valore più basso mai riportato contro le valute estere, ovvero circa 4 500 lire rispetto al dollaro e 5 250 lire rispetto all’euro. La sospensione degli aiuti umanitari dell'ONU a fine luglio 2023 unita alla crisi dei trasporti interni a causa di una grave mancanza di carburante ha portato a un ulteriore tracollo del valore della valuta siriana che raggiunge i minimi di circa 14 500 a uno rispetto all'euro.
Il governo siriano ha vietato ai paesi occidentali, precedentemente schieratisi con l'opposizione, di partecipare agli appalti di ricostruzione preferendo stringere accordi con imprese cinesi, russe, iraniane e indiane. L'Iran e il governo siriano hanno firmato un accordo per ricostruire la rete energetica siriana, che ha subito danni al 50% della rete. La Russia dice che spenderà 500 milioni di dollari per modernizzare il porto siriano di Tartus. La Russia ha anche affermato che costruirà una ferrovia per collegare la Siria al Golfo Persico e contribuirà agli sforzi di recupero da parte dell'ONU. La Siria ha assegnato contratti di esplorazione petrolifera a due società russe. La Siria ha annunciato l'intenzione di aderire alla "Nuova via della seta" della Cina progettata per promuovere gli investimenti nelle infrastrutture in oltre cento paesi in via di sviluppo in tutto il mondo. Dal 2019 gli Emirati Arabi Uniti sono stati il primo Paese arabo a tornare a investire in Siria.

### Filantropia
Le ONG hanno un posto particolare nel sistema statale della Siria. Il regime di Assad ha chiesto alle ONG e agli enti di beneficenza di raccogliere fondi internazionali, premiare i lealisti e reclutare volontari per sostituire le perdite umane nella guerra. Donatori internazionali sono stati proposti come finanziatori della ricostruzione. Le organizzazioni di beneficenza come Save the Children, Medici Senza Frontiere, Caritas italiana, Croce Rossa Italiana e le altre hanno aperto dei programmi specializzati per la Siria. UNICEF ha annunciato la raccolta fondi più grande nella sua storia.

## Nella cultura di massa

### Film
- Ladder to Damascus (2013)
- Sniper: Legacy (2014)
- Phantom (2015)
- The Father (2016)
- Insyriated (2017)
- Damasco Time (2018)
- A Private War (2018)
- Le nuotatrici (2022)

### Documentari
- The Return to Homs (2013)
- Red Lines (2014)
- Silvered Water, Syria Self-Portrait (2014)
- 7 Days in Syria (2015)
- 50 Feet from Syria (2015)
- Our War (2016)
- Salam Neighbor (2016)
- The War Show (2016)
- The White Helmets (2016), che ha vinto il premio Oscar nel 2017 come miglior cortometraggio documentario.
- The battle for Syria. Fonti: Riprese aeree TV (documentario video ufficiale e testo ufficiale di VGTRK).[310]
- Syrian diary. Fonti: Riprese aeree TV (documentario video ufficiale e testo ufficiale di VGTRK)[311].
- Last Man in Aleppo (2017), nominato come miglior documentario ai Premi Oscar 2018.
- Alla mia piccola Sama (For Sama) (2019), nominato come miglior documentario ai Premi Oscar 2020.
- The Cave - L'ospedale nel bunker (The Cave) (2019), nominato come miglior documentario ai Premi Oscar 2020.

### Videogiochi
- Endgame: Syria (2012)
- 1000 Days of Syria (2014)
- Syrian Warfare (2017)
- Holy Defense (2018)[312]

### Libri
- Claudio Locatelli, Nessuna resa. Storia del combattente italiano che ha liberato Raqqa dall'Isis, aprile 2018, ISBN 8856665441.

- Zoulfa Katouh, Dove crescono gli alberi di limone, maggio 2024, ISBN 8855448269.